# Čou Čchiang
Čou Čchiang (čínsky pchin-jinem Zhōu Qiáng, znaky zjednodušené 周强; * 25. dubna 1960) je čínský komunistický politik, předseda Nejvyššího lidového soudu (2013–2023), poté místopředseda celostátního výboru Čínského lidového politického poradního shromáždění. Předtím zaujímal funkce tajemníka chunanského provinčního výboru KS Číny (2010–2013) a guvernéra Chu-nanu (2006–2010), v letech 1998–2006 stál v čele Komunistického svazu mládeže Číny. Vystudovaný právník, v letech 1985–1995 pracoval na ministerstvu spravedlnosti, potom ve vedení svazu mládeže. Od roku 2002 je členem ústředního výboru KS Číny.

## Život
Čou Čchiang se narodil 25. dubna 1960 v okrese Chuang-mej na východě provincie Chu-pej. Po střední škole, v letech 1976–1978, pracoval jako představitel takzvané vzdělané mládeže na venkově rodného okresu. V následujících  čtyřech letech absolvoval studia práv na Jihozápadní univerzitě politických věd a práva v Čchung-čchingu, následující tři roky pokračoval ve studiu zakončeném získání magisterského titulu v oboru občanského práva. V počátcích studia, roku 1978, vstoupil do Komunistické strany Číny.
Od roku 1985 pracoval na ministerstvu spravedlnosti, během deseti let se postupně propracoval z pozice řadového referenta na ředitele právního odboru ministerstva. Koncem roku 1995 přešel do vedení Komunistického svazu mládeže Číny, když byl zvolen tajemníkem ústředního sekretariátu svazu. Roku 1997 povýšil na výkonného tajemníka sekretariátu a v březnu následujícího roku byl zvolen prvním tajemníkem ústředního sekretariátu Komunistického svazu mládeže Číny. Současně byl zvolen členem stálého výboru Všečínského shromážděním lidových zástupců. Na XVI. sjezdu KS Číny v listopadu 2002 byl zvolen členem ústředního výboru (znovuzvolen na sjezdech roku 2007, 2012, 2017 a 2022). V čele svazu mládeže zůstal do listopadu 2006, kdy ho nahradil Chu Čchun-chua. O několik měsíců dříve, v září 2006, byl totiž Čou Čchiang přeložen do provincie Chu-nan na místo úřadujícího guvernéra provincie. V únoru 2007 byl pak chunanským lidovým shromážděním zvolen guvernérem Chu-nanu. V dubnu 2010 byl zvolen tajemníkem chunanského provinčního výboru KS Číny, přičemž v červnu téhož roku ho v úřadu guvernéra nahradil Sü Šou-šeng. Současně Čou Čchiang od září 2010 do května 2013 vykonával funkci předsedy chunanského provinčního lidového shromáždění.
V březnu 2013 opustil řízení chunanské stranické organizace, když byl na Všečínským shromážděním lidových zástupců zvolen předsedou Nejvyššího lidového soudu. V lednu 2018 byl zvolen členem celostátního výboru Čínského lidového politického poradního shromáždění a v březnu 2018 byl znovuzvolen předsedou Nejvyššího lidového soudu na další období. V březnu 2023 po uplynutí druhého funkčního období odstoupil s funkce předsedy Nejvyššího lidového soudu a náhradou byl zvolen místopředsedou celostátního výboru Čínského lidového politického poradního shromáždění.